# Никодим (Милаш)
Епи́скоп Никоди́м (в миру Ни́кола Ми́лаш, серб. Никола Милаш; 4 апреля 1845, Шибеник — 20 марта 1915, Дубровник) — архиерей Буковинско-Далматинской митрополии, епископ Далматинско-Истринский, канонист и церковный историк.
Канонизирован Сербской православной церковью в лике священноисповедников.

## Биография
Родился в городе Шибенике где получил начальное образование, позднее обучался в Карловацкой духовной семинарии, посещал лекции на философском факультете Венского университета. В 1867 году приехал в Россию и поступил в Киевскую духовную академию. Окончил её в 1871 году со степенью магистра богословия (итоговая работа — «Достоинства Православной Церкви до XIV века»). В 1872 году на богословском факультете Черновицкого университета получил степень доктора богословия. В 1873 году в Киеве в рождественский сочельник принял постриг в рясофор, а в праздник Рождества Христова был рукоположён во диакона.
В 1874 году вернулся на родину и стал преподавателем церковного права и практического богословия в Задарской духовной семинарии. В 1875 году пострижен в мантию с именем Никодим и рукоположён во иеромонаха.
6 августа 1880 года возведён в сан архимандрита.
В 1886 году участвует в реформировании Белградской духовной семинарии и назначается её ректором.
Через год возвращается в Далмацию и продолжает научную и преподавательскую деятельность в Задарской семинарии.
16 сентября 1890 года в Вене архимандрит Никодим был хиротонисан во епископа Далматинско-Истринского. Хиротонию совершил митрополит Сильвестр (Андреевич-Морарь). Своей епархией Никодим управлял до 19 января 1912 года, когда ушёл на покой (21 декабря 1911 года подал соответствующее прошение). Последние годы своей жизни провёл в Дубровнике где скончался 20 марта 1915 года. Похоронен в Дубровнике.
В 1930 году останки епископа Никодима были перенесены в Шибеник и погребены в храме Преображения Господня.
В 1975 году епархиальное управление Далматинской епархии решило открыть в своем центре — городе Шибенике — музей, посвященный памяти епископа-канониста.

## Научная деятельность
Епископ Никодим автор многочисленных сочинений по вопросам церковного права. Наиболее известно его сочинение «Православное церковное право» (1890 год), переведённое на русский, немецкий, новогреческий и болгарский языки. В 1895—1899 годы Никодим издал многотомный сборник «Каноны Православной Церкви» с обширными комментариями. За свои работы Никодим был удостоен почётного членства в Санкт-Петербургской, Московской и Киевской духовных академиях.
Из исторических трудов Никодима выделяется работа «Православная Далмация» (1911 год) с обзором церковных событий в Далмации, начиная с 55 года (проповедь апостола Тита) по 1849 год.

## Канонизация
2 октября 2012 года за Божественной Литургией был прославлен местночтимым святым Далматинской епархии в лике священноисповедников. Службу возглавлял епископ Далматинский Фотий (Сладоевич).